# Deszcz na betonie
Deszcz na betonie – singel polskiego rapera Taco Hemingwaya, promujący album zatytułowany Marmur. Wydawnictwo, w formie digital download ukazało się 5 lipca 2016 roku nakładem Taco Corp. Tekst utworu został napisany przez Filipa Szcześniaka.

## Nagrywanie
Utwór wyprodukowany przez Rumaka, został zarejestrowany w studio na Muranowie. Za mastering i miks odpowiada Michał Baj. Kompozycja była promowana teledyskiem, za reżyserię odpowiada studio takie.pany oraz Łukasz Partyka. Animowany teledysk pokazuje podróż rapera pociągiem z Trójmiasta do Warszawy, na którym możemy zauważyć liczne nawiązania do poprzednich utworów muzyka. Tekst piosenki z płyty, a na singlu, różni się w trzeciej zwrotce utworu.

## Przyjęcie
Utwór został dobrze przyjęty przez krytyków muzycznych. Igor Knapczyk z portalu kinkyowl.pl napisał, że leniwe tło bitowe doskonale łączy się z uczuciową warstwą tekstową Filipa. Natomiast Łukasz Borys ze strony Muzykocholicy.pl nazwał utwór "genialnym kawałkiem", zwracając szczególną uwagę na dobrze napisany tekst i brzmienie rapera. Krytyk Jakub Grygiel uważa utwór za solidny, choć raczej bez fajerwerków. Animowany klip promujący utwór, został wybrany Najlepszym teledyskiem roku 2016 na Festiwalu Yach Film. Piosenka zebrała ponad 30 milionów wyświetleń w serwisie Youtube oraz była grana w wielu radiach w kraju, docierając do wysokich miejsc na listach przebojów.

## Lista utworów
Opracowano na podstawie materiału źródłowego.
1. „Deszcz na betonie” (produkcja: Rumak) - 4:12
2. „Deszcz na betonie (?)” (produkcja: Rumak) - 3:53

## Nagrody i wyróżnienia
| Rok  | Kategoria          | Nagroda                   | Rezultat  |
| ---- | ------------------ | ------------------------- | --------- |
| 2016 | Najlepszy teledysk | Yach Film Festival        | Wygrana   |
| 2016 | Teledysk roku      | Onet - Najlepsi 2016      | Nominacja |
| 2017 | Singiel roku       | Plebiscyt Hip-hop & WuDoo | Nominacja |

## Notowania

### Listy przebojów
| Autor                     | Notowanie                          | Najwyższa pozycja |
| ------------------------- | ---------------------------------- | ----------------- |
| Polskie Radio Program III | Lista przebojów Programu Trzeciego | 4                 |
| Radio Poznań              | Lista przebojów                    | 4                 |
| Radio UWM FM              | Lista przebojów                    | 1                 |
| Radio Szczecin            | Szczecińska lista przebojów        | 2                 |
| Radio Czwórka             | Lista przebojów                    | 6                 |
| Tidal                     | Charts                             | 4                 |
| Polskie Radio RDC         | Parada przebojów                   | 1                 |
| Radio Eska                | Hip-hop.tv                         | 10                |
| Spotify                   | Spotify Chart Week                 | 4                 |

### Pozycja roczna (2016)
| Autor                     | Notowanie                 | Najwyższa pozycja |
| ------------------------- | ------------------------- | ----------------- |
| Polskie Radio Program III | Polskie Radio Program III | 15                |
| Radio Poznań              | Lista przebojów           | 36                |

## Personel
Opracowano na podstawie materiału źródłowego.
| - Filip Szcześniak – słowa, rap, śpiew - Maciej Ruszecki – produkcja muzyczna, muzyka - Staszek Koźlik – realizacja nagrań - Michał Baj – miksowanie, mastering - Tomasz Domański, Mikołaj Olizar-Zakrzewski, Łukasz Partyka – teledysk |